# 潘多克拉托罗斯修道院
潘多克拉托罗斯修道院 (希臘語：Μονή Παντοκράτορος；英语：Pantokratoros monastery) 是希腊阿索斯山的一座东正教修道院，位于阿索斯半岛的东北，供奉耶稣显圣容。该修道院在阿索斯山修道院中排名第七位。 
该修道院由阿列克谢和约安创立于1363年。 
图书馆藏有350册手稿，以及3500本印刷书籍。修道院的文献用希腊语和土耳其语书写。今天，修道院有大约17名修士。